# 観音寺 (坂出市)
観音寺（かんのんじ）は、香川県坂出市高屋町にある寺院。宗派は真言宗御室派、本尊は十一面観音菩薩で、新四国曼荼羅霊場第14番札所。
御詠歌：誓ひをば　千尋の海に　たとふなり　露もたのまば　数に入りなむ

## 概要・歴史
寺伝によれば1156年、保元の乱に破れ讃岐に配流された崇徳上皇の「血の宮」創建を発祥とし、上皇鎮魂、得脱祈願の道場である。

## 交通案内
鉄道
- 四国旅客鉄道（JR四国）予讃線 鴨川駅からタクシーで約10分、坂出駅からタクシーで約15分。

## 前後の札所
新四国曼荼羅霊場
13番 鷲峰寺-- 14番 観音寺 -- 15番 顕正寺